# Deepika Bhardwaj
Deepika Bhardwaj, pełne nazwisko: Deepika Narayan Bhardwaj (ur. 1985 lub 1986) – indyjska dziennikarka, autorka filmów dokumentalnych, działaczka społeczna na rzecz praw mężczyzn.
Jej działalność koncentruje się na krytyce artykułu 498A indyjskiego kodeksu karnego, który w założeniu miał chronić kobiety przed przemocą, lecz z drugiej strony jest często nadużywany poprzez fałszywe oskarżenia, motywowane na przykład chęcią zemsty. Indyjski Sąd Najwyższy nazwał nadużywanie tego przepisu "legalnym terroryzmem", problem dostrzegła też indyjska Narodowa Komisja dla Kobiet.
Międzynarodową rozpoznawalność przyniósł jej film dokumentalny "Martyrs of Marriage" (w wolnym przekładzie: "męczennicy małżeństwa"), w którym przedstawiła przykłady nadużywania prawa przez kobiety i niesprawiedliwości indyjskiego prawa.